# Champagne-au-Mont-d’Or
Champagne-au-Mont-d’Or ist eine französische Gemeinde mit 6124 Einwohnern (Stand: 1. Januar 2022) in der Métropole de Lyon in der Region Auvergne-Rhône-Alpes. Die Gemeinde liegt im Arrondissement Lyon. Die Einwohner werden Champenois genannt. 

## Geografie
Champagne-au-Mont-d’Or liegt im Nordosten von Lyon am Fuße der Monts d’Or. Umgeben wird Champagne-au-Mont-d’Or von den Nachbargemeinden Limonest im Norden, Saint-Didier-au-Mont-d’Or im Nordosten, Lyon im Süden und Südosten, Écully im Südwesten sowie Dardilly im Nordwesten.

## Bevölkerungsentwicklung
| Jahr                       | 1962 | 1968 | 1975 | 1982 | 1990 | 1999 | 2006 | 2011 |
| -------------------------- | ---- | ---- | ---- | ---- | ---- | ---- | ---- | ---- |
| Einwohner                  | 2903 | 3876 | 4516 | 4763 | 4934 | 4955 | 4961 | 5165 |
| Quellen: Cassini und INSEE |      |      |      |      |      |      |      |      |

## Gemeindepartnerschaften
Mit folgenden Gemeinden bestehen Partnerschaften:
- Villanueva de Castellón, Valencianische Gemeinschaft, Spanien, seit 1991.